# Frank Evenblij
Frank Evenblij (Leidschendam, 14 oktober 1978) is een Nederlands tv-presentator en programmamaker. Hij werd bekend als een van De Jakhalzen uit het VARA-programma De Wereld Draait Door.

## Biografie
Evenblij is een oud-leerling van Jeugdtheaterschool Rabarber in Den Haag.

### Carrière
Vanaf de start van De Wereld Draait Door in oktober 2005 was Evenblij te zien in de rubriek De Jakhalzen. Hij deed dit zes seizoenen lang (tot en met 27 mei 2011) en groeide hiermee uit tot 'oer-Jakhals'.
Daarnaast werkte Evenblij jarenlang achter de schermen bij talloze televisieprogramma's en was hij enige tijd te horen en te zien in de radio- en televisieprogramma's van Robert Jensen met imitaties van clown Bassie, Reinout Oerlemans, René Froger en Ma Tokkie. In 2008 presenteerde Evenblij het televisieprogramma Bloot, zweet en banen bij de VARA en in 2009 maakte en presenteerde hij Evenblij met..., waarin hij meeliep met bekende Nederlanders. In 2010 presenteerde hij het programma Comedy Corner, samen met 'comedyprofessor' Léon Happé. Dit was een programma over de buitenlandse inspiratie en helden van Nederlandse stand-upcomedians, cabaretiers en comedyschrijvers. Ook presenteerde Evenblij Kinderen voor Kinderen in 2009.
Evenblij is als supporter ook werkzaam voor voetbalclub Willem II. In mei 2010 maakte hij korte filmpjes voor de website van Willem II. Na de promotie van de club van de Jupiler League naar de Eredivisie in het seizoen 2011/2012 presenteerde Evenblij de huldiging op de Heuvel in Tilburg.
In juni 2012 presenteerde hij voor het eerst samen met Erik Dijkstra Bureau Sport, een programma met sport-journalistieke insteek en ruimte voor satire, humor en kwinkslag. In de zomer van 2013 was het programma weer op tv en werd er een quiz aan toegevoegd. In de aanloop naar het Wereldkampioenschap voetbal 2014 werd er een nieuwe serie van Bureau Sport uitgezonden.
In 2014 was Evenblij een van de presentatoren van het BNN-programma De Social Club. Daarnaast presenteerde hij Comedy Club Katendrecht, een programma waar een bekende cabaretier of comedian te gast is die enkele nieuwe talenten uit de cabaretwereld uitnodigt om een act te doen. Daarnaast schuift hij regelmatig aan bij het programma Tour du Jour op RTL7. Bij dezelfde zender presenteerde Evenblij het programma Shirtje Ruilen, waarin voetballers met behulp van hun collectie geruilde shirtjes terugblikken op hun carrière. Sinds 2015 is Evenblij te zien als sidekick van Jack van Gelder in het het wekelijkse Ziggo Sport-programma PepTalk.
In maart 2016 was hij te gast bij De Kwis. Ditzelfde jaar was hij te zien in het programma Celebrity Stand-Up. Later dat jaar presenteerde hij met Erik Dijkstra het programma Bureau Vooroordeel. Vanaf 6 december 2018 was hij te zien als quizmaster van Het Uur van de Waarheid bij BNNVARA. Hij bedacht ook het programma Quiz met Ballen wat hij vanaf 16 juli 2020 presenteert op NPO 1. Hij bedacht deze quiz omdat het EK-voetbal van dat  jaar moest worden afgelast vanwege de coronapandemie. Deze quiz kreeg in 2022 met het oog op de Olympische Winterspelen een vervolg onder de titel Quiz met (sneeuw)ballen. Dit vervolg stond volledig in het teken van de Winterspelen.
Op 10 januari 2021 was de eerste aflevering van Dijkstra en Evenblij ter plekke. Dit is een programma van BNNVARA uitgezonden op NPO Radio 1. In dit programma reizen Frank en Erik iedere zondag af naar een gemeente die in het nieuws was diezelfde week. Alle behandelde onderwerpen in de uitzending gaan ook over de desbetreffende gemeente. Terugkerende rubrieken in dit programma zijn onder andere Bureau Sport Retro, Literatuur voor bij of in het haardvuur, Meer vrouw op straat door Els Knaapen, de Kortste spreekbeurt voorheen door Mai Verbij en sinds december 2022 door Paul Kaiser en de verhoorwagen. De afleveringen worden steevast afgesloten met een grap door Evenblij waarin hij zegt dat hij het ver rijden vond.
In 2022 nam Evenblij deel aan De Verraders, waarin hij eindigde op de vijfde plek.
In oktober 2022 en 2023 presenteerde hij De Verraders Halloween: een seizoenspecial exclusief op Videoland. In 2024 presenteerde Evenblij dit programma opnieuw, maar dit keer was het te zien op RTL 4. In november 2022 speelde Evenblij mee in de videoclip van Maan ft. Goldband - Stiekem. Hierin speelde hij een fotograaf.
In december 2023 was Evenblij de verteller in de vierde editie van Scrooge Live. In 2024 deed hij mee aan het televisieprogramma Wat een dag!.

### Privé
Evenblij heeft een dochter en een zoon en is de oudere broer van acteur Stephan Evenblij.

## Publicatie
- Bureau Sport (2014) - met Erik Dijkstra.

Willem Nijholt (1980, 1981) · Leoni Jansen (1982) · Willem Ruis (1983, 1984) · Edwin Rutten (1985, 1986) · Ati Dijckmeester (1985, 1986) · Ron Brandsteder (1987) · Simone Kleinsma (1987) · Sonja Barend (1988) · Herman van Veen (1990) · Youp van 't Hek (1991) · Sylvia Millecam (1992) · Erik van Muiswinkel (1992) · Henk Westbroek (1992) · Coen Flink (1993) · Frank Groothof (1994) · Willem Ekkel (1994) · Peter Tuinman (1994) · Harry van Rijthoven (1994) · Carola Hamer (1994) · Paul de Leeuw (1995, 1996) · Menno Bentveld (1997) · Joep Onderdelinden (1998, 2020) · Marcel Faber (1998) · Aldith Hunkar (1999) · Marscha de Haan (2000) · Neel Brands (2000) · Maud Hawinkels (2001) · Klaas van der Eerden (2002, 2003, 2004) · Claudia de Breij (2004, 2005, 2009, 2012) · Jochem Myjer (2006) · Isolde Hallensleben (2007) · Jack van Gelder (2008) · Ali B (2008) · Frank Evenblij (2009) · Sara Kroos (2011) · Lex Uiting (2013, 2014, 2015, 2016, 2017) · Dolores Leeuwin (2013) · Dieuwertje Blok (2014) · Milouska Meulens (2015) · Anne Appelo (2018, 2019, 2020) · Pepijn Gunneweg (2018, 2019) · Plien van Bennekom (2020) · Kiefer Zwart (2020) · Ridder van Kooten (2020, 2021) · Esmée van Kampen (2021) · André Dongelmans (2021) · Jurre Geluk (2023)